# 比雅雇與古達伊奧
比雅雇與古達伊奧（Kudayiau），是台灣卑南族神話中的織布之神，根據鳥的指示開始織布，為世界上最早開始織布的人。

## 神話
比雅雇和古達伊奧都是在遠古時代中出生在卑南族部落裡的女性，有一天他們為了拿東西去會所時，聽到會所上的鳥叫著「gliu（麻線）」、「danun（織布）」、「dada」和「dili」（兩者均為搖動織布用的綜絖棒之意）等聲音，她們便依照鳥聲的指示去學織布，成為卑南族中最最早織布的人。並且被族人奉為織布之神。

### 軼事
比雅雇和古達伊奧曾經相約織完布後把成品拿來比較，當比雅雇織完時，古達伊澳認為還沒織好，後來她們見面的時候，比雅雇只織好了兩三件、古達伊奧則織了一大堆。

## 禱告
據說過去南王部落女性在學習織布前需要請女巫向兩位織布神和祖靈、土地神等神靈祈福，希望初學者能順利並有耐心地完成工作。在儀式過程中，巫師會不斷地把手中的琉璃珠拋向前方、然後按著學徒地頭禱告。